# كيفن برادي
كيفن برادي (بالإنجليزية: Kevin Brady)‏ (12 فبراير 1962 بدبلن في جمهورية أيرلندا - ) هو لاعب كرة قدم أيرلندي في مركز الدفاع. لعب مع أردز وديري سيتي ونادي بوهيميان ونادي دوندالك ونادي شامروك روفرز ونادي شيلبورن.

## وصلات خارجية
- كيفن برادي على موقع قاعدة بيانات كرة القدم.إي يو (الإنجليزية)